# Riti, magie nere e segrete orge nel trecento
Riti, magie nere e segrete orge nel trecento (en idioma español: «Ritos, magia negra y orges secretos en el siglo XIV») es una película italiana de 1973 dirigida por Renato Polselli.

## Reparto
- Mickey Hargitay como Jack Nelson.
- Rita Calderoni como Isabella / Laureen.
- Raul Lovecchio como Ocultista (acreditado como Raoul).
- Christa Barrymore como Christa (acreditada como Krista Barrymore).
- Consolata Moschera como Consolata (acreditada como Moschera Consolata).
- William Darni como Richard Brenton.
- Max Dorian como Doctor.
- Marcello Bonini Olas como Gerg (acreditado como Bonini Marcello).
- Cristina Perrier como Glenda.
- Stefania Fassio como Steffy.
- Gabriele Bentivoglio como Sacerdote.
- Tano Cimarosa (escenas eliminadas).

## Producción
Bajo el título de producción original de La reincarnazione («La reencarnación»), la película comenzó a rodarse entre diciembre de 1971 y enero de 1972 en Castle Piccolomini y en Elios Film Studios en Roma.: 102–103  Según Polselli, la película fue filmada en cinco o seis semanas.: 103 

## Lanzamiento
Inicialmente, la película tuvo problemas con el panel de censura italiano.: 104  Inicialmente fue presentada el 31 de julio de 1972 y nuevamente el 11 de agosto, donde fue nuevamente rechazada por los censores al afirmar que la película «consiste en una serie de secuencias sádicas, destinadas a instar, a través de la crueldad extrema mezclada con el erotismo degenerado, los más bajos instintos sexuales».: 104  Polselli acortó la película, que condujo a su aprobación el 11 de noviembre.: 104 
La película fue lanzada en Italia como Riti, magie nere e segrete orge nel trecento, distribuida teatralmente por Primula Cinematografica, el 17 de enero de 1973.: 102  El «trecento» en el título de la película, que se refiere al siglo XIV, fue un intento de explotar la tendencia popular de aquel entonces de las «Decameróticas», que eran comedias sexuales ambientadas en la Edad Media que se popularizaron desde el lanzamiento de la película El Decamerón.: 103  La película tuvo una recaudación nacional de 68 080 000 liras italianas que Curti describió como pobre.: 103–104 
Junto con su estreno en el cine en enero, se lanzó una versión en fotonovela en Cinesex mese # 1, utilizando el título original de La reincarnazione.: 104  Louis Paul, autor de Italian Horror Film Directors, declaró que la película se consideró perdida durante décadas, hasta que apareció en 1998 en un video italiano en una versión de 55 minutos de duración. Más tarde fue lanzada en videocinta por la marca británica de video casero Redemption bajo los títulos The Reincarnation of Isabel («La reencarnación de Isabel») y Black Magic Rites («Ritos de magia negra»).: 104 

## Recepción
De las reseñas retrospectivas, Curti describió la película como algo que raya en lo incomprensible, señalando que «no hay una historia real de la que hablar, sino una serie de escenas apenas conectadas: los vampiros secuestran y torturan a sus víctimas núbiles durante el ciclo de la luna llena, los otros personajes deambulan por el castillo, y muchas y muchas charlas».: 103  El escritor Scott Aaron Stine se hizo eco de las declaraciones sin trama, diciendo que la película «no tiene historia, no tiene narrativa real» y solo «ofrece trozos de relleno entre escenas de sexo gratuito y violencia». Louis Paul resumió la película diciendo que los actores «miraban fijamente a la cámara, a veces a punto de estallar en carcajadas» y escenas de «encuentros sexuales casi pornográficos que tienen lugar cada diez minutos más o menos; la película parece amateur y es imposible de ver».
AllMovie le dio a la película una calificación de tres estrellas y media de cinco, describiendo a la película como una «procesión de sueño febril desconcertante de imágenes dignas de Sade empapadas en colores de caramelo psicodélico por el director de fotografía Ugo Brunelli». La reseña comentaba la trama, afirmando que «los admiradores del cine de género convencional pueden encontrar el procedimiento desconcertante y un poco pretencioso, no se puede argumentar que Polselli tiene un talento particular para combinar el horror gótico con imágenes eróticas perturbadoras y con frecuencia indelebles».